# Markhamia obtusifolia
Markhamia obtusifolia là một loài thực vật có hoa trong họ Chùm ớt. Loài này được (Baker) Sprague mô tả khoa học đầu tiên năm 1919.